# 中山五建
中山市第五建築工程有限公司是中山市市長李啟紅家人創立的公司，其中李啟紅的丈夫和弟弟都是股東之一。而中山五建亦是中山麗景灣房地產發展有限公司的股東之一。
2010年6月，李啟紅及其家人因涉嫌嚴重經濟違紀問題被中紀委帶走調查。